# Enfermedades prevenibles con vacunas
Una enfermedad prevenible por vacunación es una enfermedad infecciosa para la que existe una vacuna preventiva eficaz. Si una persona adquiere una enfermedad prevenible por vacunación y muere a causa de ella, la muerte se considera una muerte prevenible por vacunación.
Las enfermedades prevenibles por vacunación más comunes y graves de las que se ocupa la Organización Mundial de la Salud (OMS) son: difteria, infección por Haemophilus influenzae serotipo b, hepatitis B, sarampión, meningitis, paperas, tos ferina, poliomielitis, rubéola, tétanos, tuberculosis y fiebre amarilla. La OMS informa de que se dispone de vacunas autorizadas para prevenir o contribuir a la prevención y el control de 27 infecciones prevenibles por vacunación. 

## Antecedentes
En 2012, la Organización Mundial de la Salud estimó que la vacunación previene 2,5 millones de muertes cada año. Con una inmunización del 100% y una eficacia del 100% de las vacunas, se podría evitar una de cada siete muertes de niños pequeños, sobre todo en los países en desarrollo, lo que hace de esto un importante problema de salud mundial. Cuatro enfermedades fueron responsables del 98% de las muertes evitables por vacunas: sarampión, Haemophilus influenzae serotipo b, tos ferina y tétanos neonatal.
El programa de vigilancia, evaluación y supervisión de la inmunización de la OMS supervisa y evalúa la seguridad y la eficacia de los programas y las vacunas para reducir las enfermedades y las muertes por enfermedades que podrían evitarse con las vacunas.
Las muertes prevenibles por vacunas suelen ser causadas por la falta de obtención de la vacuna en el momento oportuno. Esto puede deberse a limitaciones financieras o a la falta de acceso a la vacuna. Una vacuna que se recomienda generalmente puede ser médicamente inapropiada para un pequeño número de personas debido a alergias graves o a un sistema inmunológico dañado. Además, es posible que una vacuna contra una enfermedad determinada no se recomiende para su uso general en un país determinado, o que se recomiende sólo a ciertas poblaciones, como los niños pequeños o los adultos mayores. Cada país hace sus propias recomendaciones de inmunización, basadas en las enfermedades que son comunes en su zona y sus prioridades de atención de la salud. Si una enfermedad que se puede prevenir con una vacuna no es común en un país, es poco probable que los residentes de ese país reciban una vacuna contra ella. Por ejemplo, los residentes del Canadá y los Estados Unidos no reciben sistemáticamente vacunas contra la fiebre amarilla, lo que los hace vulnerables a la infección si viajan a zonas en que el riesgo de fiebre amarilla es mayor (regiones endémicas o de transición).

## Lista de enfermedades prevenibles por vacunación
1. Cólera
2. COVID-19
3. Dengue[3]
4. Difteria
5. Ebolavirus
6. Haemophilus influenzae tipo b
7. Hepatitis A
8. Hepatitis B
9. Hepatitis E

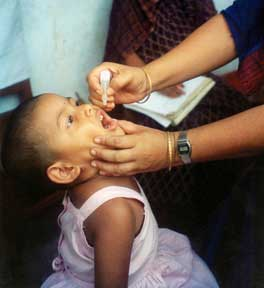
Niña siendo vacunada contra la polio.

10. Virus del papiloma humano (VPH o HPV)
11. Influenza
12. La encefalitis japonesa
13. Malaria[4]
14. Sarampión
15. Enfermedad meningocócica
16. Paperas
17. Enfermedad neumocócica
18. Tos ferina
19. Poliomielitis
20. Rabia
21. Gastroenteritis por rotavirus
22. Rubéola
23. Tétanos
24. Encefalitis transmitida por garrapatas
25. Tuberculosis
26. Fiebre tifoidea
27. Varicela
28. Fiebre amarilla
29. Herpes zóster (Culebrilla)
30. Rotavirus
31. Fiebre hemorrágica argentina (FHA)
32. Viruela

### Utilizado en no humanos
1. Bordetella
2. Moquillo canino
3. Influenza canina
4. Parvovirus canino
5. Clamidia
6. Calicivirus felino
7. Moquillo felino
8. Leucemia felina
9. Rinotraqueítis viral felina
10. Leptospirosis
11. Enfermedad de Lyme

## Enfermedades prevenibles por vacunación demostradas en el laboratorio en otros animales
- Enterococcus gallinarum en ratones (para prevenir enfermedades autoinmunes desencadenadas por bacterias)[5][6]